# Sztynwag
Sztynwag (niem. Steinwage) – wieś w Polsce położona w województwie kujawsko-pomorskim, w powiecie grudziądzkim, w gminie Grudziądz.

## Podział administracyjny
W latach 1975–1998 miejscowość administracyjnie należała do województwa toruńskiego.

## Demografia
W 1885 roku wieś liczyła 178 mieszkańców. Według Narodowego Spisu Powszechnego (III 2011 r.) było ich 274. Jest szesnastą co do wielkości miejscowością gminy Grudziądz.

## Historia
Wieś i folwark należały do dóbr miasta Chełmna. Pierwsza wzmianka pochodzi z 1396 roku. W 1885 roku wieś liczyła 178 mieszkańców, w tym również kolonistów holenderskich. Jedna z chałup pochodząca z 1800 roku zbudowana została w stylu holenderskim.